# ميتش بينوك
ميتش بينوك (بالإنجليزية: Mitchell Pinnock) هو لاعب كرة قدم بريطاني في مركز الوسط، ولد في 12 ديسمبر 1994 في غريفزند ‏ في المملكة المتحدة. لعب مع تونبريدج أنغلز ونادي بروملي ونادي دوفر أثليتيك ونادي ساوثيند يونايتد.

## وصلات خارجية
- ميتش بينوك على موقع قاعدة بيانات كرة القدم.إي يو (الإنجليزية)
- ميتش بينوك على موقع Soccerbase.com (لاعب) (الإنجليزية)